# Avenc Clos
L'Avenc Clos és un avenc al Coll Sostrell de Begues que forma part del patrimoni cultural de Begues, descrita parcialment per Gabriel Puig y Larraz en 1896 i explorada de manera completa per primer cop en 1922 per Gabriel Amat i Pagés.